# Tordis Jonsdottir
Tordis Jonsdottir (1966) è un'allenatrice di sci alpino ed ex sciatrice alpina norvegese.

## Biografia
Specialista delle prove veloci, Tordis Jonsdottir ai Campionati norvegesi vinse la medaglia d'oro nella discesa libera e nello slalom gigante nel 1985 e nella combinata nel 1986; non prese parte a rassegne olimpiche né ottenne piazzamenti in Coppa del Mondo o ai Campionati mondiali. Dopo il ritiro è divenuta allenatrice nei quadri della Federazione sciistica della Norvegia.

## Palmarès

### Campionati norvegesi
- 4 medaglie[senza fonte] (dati parziali fino alla stagione 1983-1984):
  - 3 ori (discesa libera, slalom gigante nel 1985; combinata nel 1986)[1]
  - 1 bronzo (combinata nel 1984)[senza fonte]